# Herb archidiecezji wrocławskiej
Herb archidiecezji wrocławskiej – symbol heraldyczny archidiecezji wrocławskiej.

## Historia
W drugiej połowie XIV w. Piotr z Byczyny (zm. 1389), autor Kroniki książąt polskich, pisząc o działalności bpa Waltera (1149–1169) stwierdził, że motyw lilii  w herbie biskupstwa wrocławskiego został zaczerpnięty z heraldyki  francuskiej diecezji w Laon. Do wyprowadzenia takiego wniosku przyczyniła się znajomość herbów biskupów francuskich, w których powszechnie umieszczane były te kwiaty oraz fakt związku symbolu z monarchią francuską.

## Opis
Zgodnie ze sztuką heraldyczną opis godła zaczyna się od prawej strony rycerza (osoby) trzymającej tarczę, zatem odwrotnie do osoby, która patrzy wprost.
Francuska średniowieczna tarcza herbowa jest podzielona na cztery pola w krzyż, ma dwie tynktury w skos: czerwoną i złotą.
Pierwsze i czwarte pole z czerwonym tłem przedstawia sześć srebrnych kwiatów lilii w rzędach: górny o trzech, środkowy o dwóch i dolny z jednym kwiatem.
Drugie i trzecie pole ze złotym tłem przedstawia godło rodowe Piastów śląskich zawierające czarnego orła z przepaską, który wprowadził bp  Konrad Oleśnicki (1417–1447). Owy znak pojawił się po raz pierwszy w księstwie wrocławskim w 1224 na pieczęci księcia Henryka II Pobożnego (1207–1241) i stał się stałym elementem spersonalizowanych herbów biskupów wrocławskich. Za tarczy wystają górne elementy skrzyżowanych ze sobą: złotego pastorału z Barankiem Bożym i srebrnego podwójnego krzyża metropolitalnego (arcybiskupiego). Nad górną krawędzią tarczy jest umiejscowiona złota infuła.

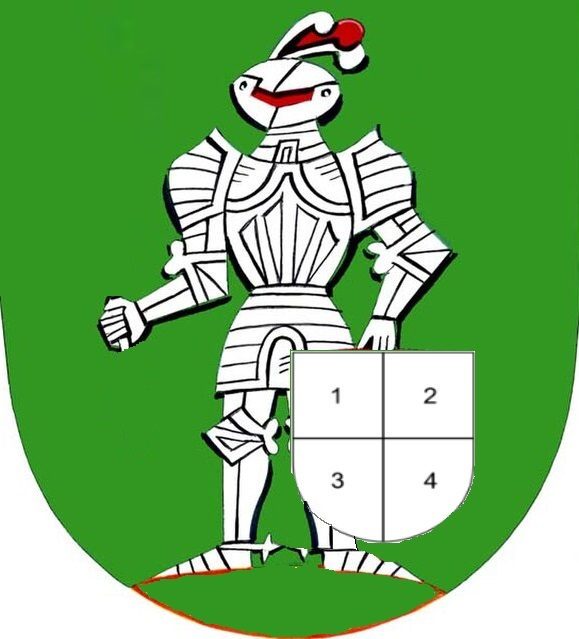
Pola herbu
Herb bpa Laon
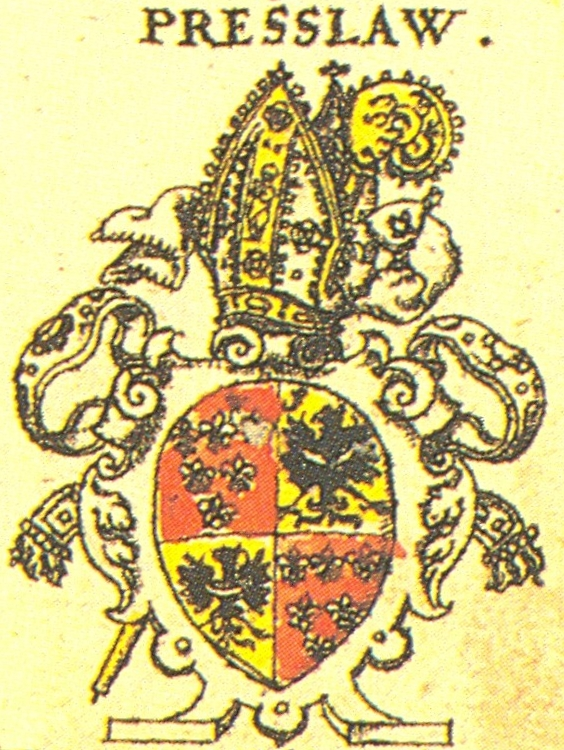
Herb z 1605 wg J. Siebmachera
Herb Śląska
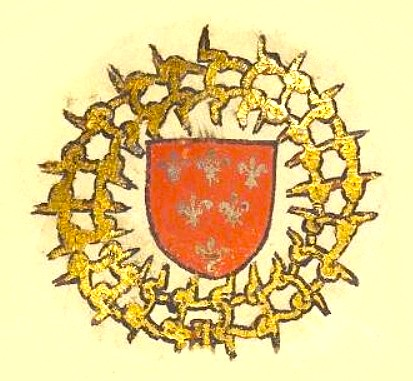
Herb księstwa nyskiego
Herb księstwa nyskiego i Nysy